# Kazimierz Dopierała
Kazimierz Dopierała (ur. 24 lipca 1944 w Borku Wielkopolskim) – polski historyk, prof. dr hab. nauk historycznych.

## Życiorys
Ukończył liceum im. Karola Marcinkowskiego w Poznaniu, a następnie podjął studia historyczne na Wydziale Filozoficzno-Historycznym Uniwersytetu im. Adama Mickiewicza w Poznaniu. Ukończył je w 1967, stopień magistra uzyskał na podstawie pracy: Stosunki polsko-tureckie w latach 1515–1526. W 1973 obronił pracę doktorską pt. Stosunki polsko-tureckie w latach 1576–1586 (promotor prof. Janusz Pajewski). Stopień doktora habilitowanego uzyskał w 1986 na podstawie rozprawy Emigracja polska w Turcji w XIX i XX wieku. W 1997 otrzymał tytuł profesorski.
W latach 1967–1973 pracował w Archiwum Polskiej Akademii Nauk, a następnie przeszedł do Zakładu Badań Narodowościowych PAN. W latach 1990–2009 pracował w Instytucie Historii i Stosunków Międzynarodowych Uniwersytetu Kazimierza Wielkiego w Bydgoszczy. Kierował tam Zakładem Historii i Stosunków Międzynarodowych XIX i początków XX wieku. Od 2009 do 2014 pracował w Instytucie Kultury Europejskiej UAM, będąc kierownikiem Zakładu Kultury Zachodnio Europejskiej. Następnie do 2019 pracował w Wyższej Szkole Bezpieczeństwa, prowadząc wykłady w Poznaniu i w Bartoszycach. Pełnił funkcję zastępcy przewodniczącego Komitetu Badań nad Migracjami Ludności i Polonią PAN.
Był stypendystą Fundacji Kościuszkowskiej i Fundacji im. Margrabiny J. S. Umiastowskiej oraz Polonia Aid Foundation Trust. Jego zainteresowania badawcze koncentrują się wokół stosunków polsko-tureckich, polskiej emigracji w Turcji, Anglii i Stanach Zjednoczonych. Autor ponad 200 artykułów w czasopismach polskich i obcych. Był promotorem 6 prac doktorskich.
Członek Akademickiego Klubu Obywatelskiego im. Prezydenta Lecha Kaczyńskiego w Poznaniu. Wszedł w skład komitetu wspierającego kandydaturę Karola Nawrockiego na prezydenta RP w wyborach w 2025.

## Odznaczenia
- Krzyż Oficerski Orderu Zasługi Rzeczypospolitej Polskiej (1995)[3]

## Dzieła
- 1983: Adampol-Polonezköy: z dziejów Polaków w Turcji
- 1986: Stosunki dyplomatyczne Polski z Turcją za Stefana Batorego[4]
- 1988: Emigracja polska w Turcji w XIX i XX wieku[4]
- 1992: Fundacja Kościuszkowska: zarys dziejów[5]
- 1996: Księga papieży
- 2003-2005: Encyklopedia emigracji polskiej i Polonii t.1-5 (red.)
- 2019: Księga papieży[6]